# Фредерік де Гаутман
Фредерік де Гаутман (нід. Frederik de Houtman; 1571, Гауда — 21 жовтня 1627, Алкмар) — нідерландський мореплавець, астроном і лінгвіст, молодший брат мореплавця Корнеліса де Гаутмана.

## Життєпис
Фредерік де Гаутман народився в 1571 році в Гауді. Першу свою експедицію здійснив у 1595-1597 в складі Першої голландської експедиції в Ост-Індію, в ній він допомагав робити астрономічні спостереження відомому астроному Петеру Дірксзону Кейзеру (Pieter Dirkszoon Keyser). У цій подорожі Кейзер помер, але Фредерік де Гаутман закінчив його роботу: 12 сузір'їв південної півкулі вважаються вперше описаними саме ними, ці сузір'я вперше зафіксовані в «Уранометрії» (1603) Йоганом Баєром.

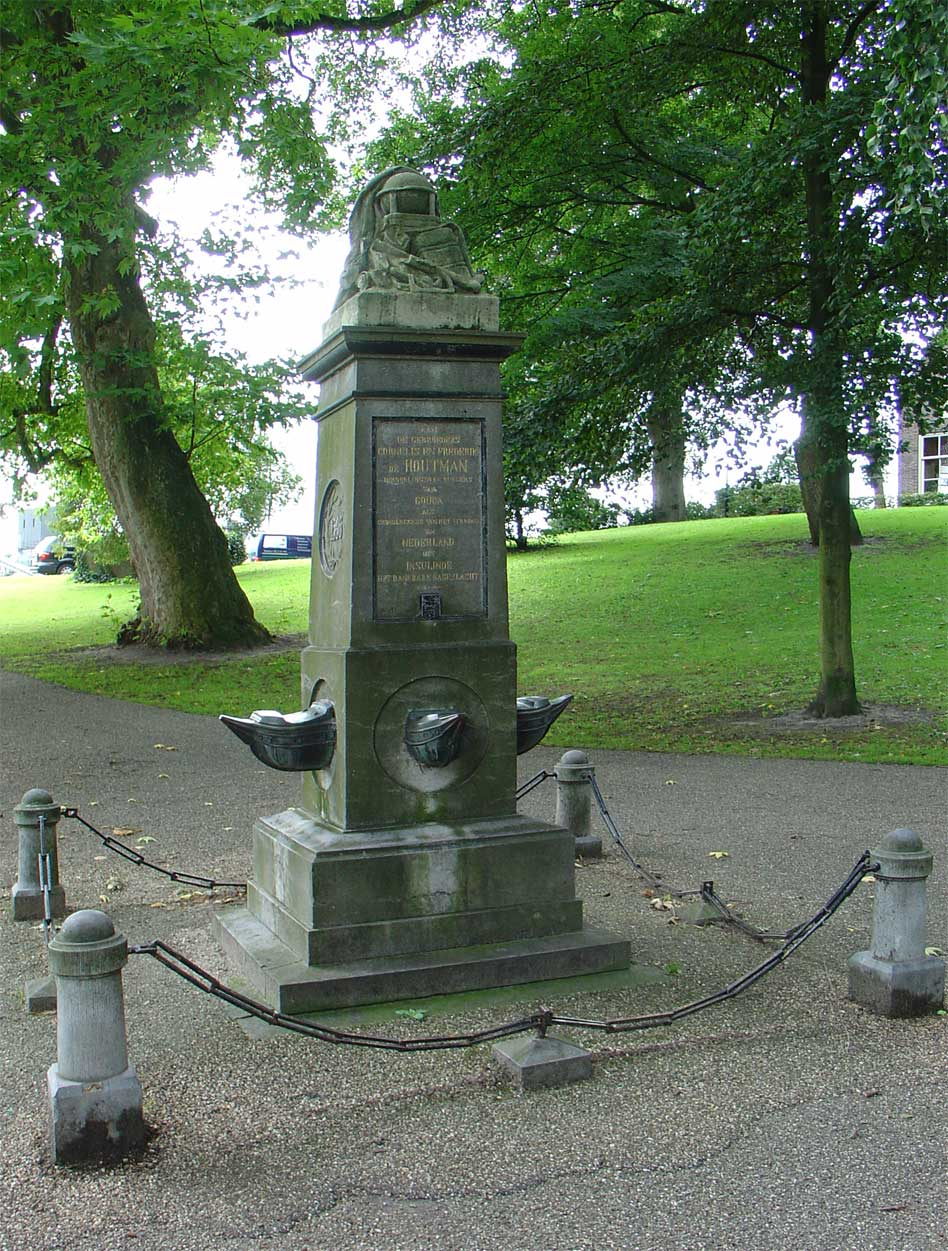
Пам'ятник братам Корнелісу і Фредеріку де Гаутманам в Гауді

Вирушивши у чергову подорож зі своїм старшим братом, що вирізнявся вельми кепським і запальним характером, мандрівники вплуталися в конфлікт на Суматрі із султанатом Ачех, флот якого під керівництвом жінки-адмірала Малагаяті розбив голландську флотилію, в результаті Корнеліс був убитий, а сам Фредерік з 11 вересня 1599 по 25 серпня 1601 року перебував у полоні в султана Ачеха. Роки, проведені у нього, мандрівник витратив на вивчення діалекту малайської мови та астрономічні спостереження. Повернувшись на батьківщину в 1603 році, Фредерік де Гаутман опублікував свої астрономічні знахідки, в яких описувалися 303 невідомі раніше зірки, а також, вперше в світі, словники та підручники малайської і малагасійської мов.
У 1605 році був призначений губернатором Амбону і залишався на цій посаді до 1611 року. З 1612 року жив у Алкмарі, і був членом міської ради з 1614 по 1618 рік.
У 1618-1619 роках Фредерік де Гаутман на кораблі Maeght van Dordrecht на чолі ескадри з шести кораблів знову вирушив на схід. Біля мису Доброї Надії він зустрів капітана  Якоба Деделя на кораблі Amsterdam, що очолював флотилію з п'яти суден. Далі капітани вирішили пливти разом і їх об'єднаний флот здійснив подорож до західного узбережжя Австралії, першим дослідивши близько 700 кілометрів її берегової лінії від місця, де нині розташоване місто Перт, до затоки Шарк-Бей. Цікаво, що Гаутман і Деделем тримали курс на Яву, а до розташованих значно південніше берегів Австралії вони потрапили через недосконалість вимірювальних приладів того часу.
З 1621 по 1623 рік Фредерік де Гаутман був губернатором Молуккських островів. У 1624 році знову повернувся на батьківщину, знову жив у Алкмарі, де і помер 21 жовтня 1627.